# 阿普林頓
阿普林頓（英語：Aplington）是美国艾奥瓦州巴特勒縣下轄的一个城市。2010年人口统计为1,128人。